# Soulsonic Force
Soulsonic Force é um grupo musical de electro-funk e hip-hop, liderado por Afrika Bambaataa. O grupo é um do mais influentes no meio artístico do hip hop, sendo internacionalmente conhecido por combinar estilos musicais, como o Funky, R&B e Disco. O grupo é formado por Afrika Bambaataa, Mr Biggs, Pow Wow, Mc G.L.O.B.E. e DJ Jazzy Jay. Entre as principais músicas do grupo, estão "Planet Rock", "Looking for the Perfect Beat" e "Renegades of Funk".

## História
O grupo foi formado como projeto de expansão do Zulu Nation. Afrika Bambaataa conheceu Pow Wow na Bronx River High School e tornaram-se amigos. DJ Jazzy Jay, Pow Wow e G.L.O.B.E. trabalharam juntos com o rapper Mr Biggs, que havia trabalhando com Afrika Bambaataa pouco antes, em 1974. Pow Wow ajudou na produção do single Planet Rock, enquanto G.L.O.B.E. lutava para patentear a técnica de MC Popping, que mistura técnicas de dança Popping e o canto do Mestre de Cerimônias. O ímpeto musical de grupo foi interrompido quando Pow Wow e Mr. Biggs foram presos por assalto a mão armada.